# Marais-Vernier
Marais-Vernier é uma comuna francesa na região administrativa da Normandia, no departamento de Eure. Estende-se por uma área de 25,26 km². Em 2010 a comuna tinha 507 habitantes (densidade: 20,1 hab./km²).